# Firmin Aubergé
Firmin Louis Aubergé est un officier de cavalerie français sous l'Empire puis un homme politique, né le 16 décembre 1788 à Moissy-Cramayel (aujourd'hui en Seine-et-Marne) et décédé le 7 mai 1851 au hameau de Malassise, commune de Courquetaine (Seine-et-Marne)

## Biographie
Il est né au sein d'une famille de cultivateurs. Il suit des études à l'école militaire de Fontainebleau et devint officier de cavalerie, prenant part aux guerres napoléoniennes (guerres d'Italie, d'Allemagne et de Russie, où il reçut plusieurs blessures). Il est décoré à Moscou.
En 1813, à son retour de l'armée, il s'installe à Malassise où il devient agriculteur. Il est maire de la commune en 1818 et devient président du comité agricole de Seine-et-Marne.
Au début de la Deuxième république, il est député de Seine-et-Marne, lors de l'assemblée nationale constituante puis lors de l'assemblée nationale législative, de 1848 à 1851, siégeant à droite et soutenant le général Cavaignac.